# Suites per a violoncel sol (Bach)
Les Suites per a violoncel sol (BWV 1007-1012) de Johann Sebastian Bach són actualment un element ineludible del repertori per a aquest instrument.
Les sis suites segueixen la mateixa estructura i ordre de moviments, tots en la mateixa tonalitat de la suite:
1. Prélude
2. Allemande
3. Courante
4. Sarabande
5. Galanteries (Minuet per les suites 1 i 2, Bourrée per la 3 i 4, Gavotte per la 5 i 6)
6. Gigue

## Història
De 1717 a 1723, Bach fou mestre de capella a la cort del príncep Leopold d'Anhalt-Köthen. El príncep era músic, atent i calvinista. Aquest període feliç de la maduresa és propici a l'escriptura de les seves majors obres instrumentals per a llaüt, flauta, violí (Sonates i partites per a violí sol), clavecí (primer llibre del clavecí ben temperat), violoncel (Suites per a violoncel sol), i els Sis de Brandenburg.
Aquest període contrasta amb el de Mühlhausen i Weimar, de 1707 a 1717 amb 300 cantates (cinc anys de cicle litúrgic) i obres per a orgue.
Amb el temps aquestes composicions havien quedat en l'oblit, però van ser popularitzades pel violoncel·lista català Pau Casals, que les va trobar l'any 1890, a l'edat de 14 anys, en una llibreria de Barcelona. Bach es va convertir en el seu ídol i les seves interpretacions de les suites, gravades a partir de 1936, són encara ara mundialment conegudes. Casals va ser el primer a gravar les sis suites; les seves gravacions encara estan disponibles i es respecten avui dia. 'any 2019, l'enregistrament de Casals va ser seleccionat per la Biblioteca del Congrés per a la seva conservació al National Recording Registry com a "important culturalment, històricament o estèticament".
Les suites han estat interpretades i gravades per molts violoncel·listes. Yo-Yo Ma va guanyar el Premi Grammy a la millor interpretació solista instrumental pel seu àlbum Six Unaccompanied Cello Suites. János Starker va guanyar el Premi Grammy a la millor interpretació solista instrumental pel seu cinquè enregistrament de Six Unaccompanied Cello Suites.